# Rastellus
Ne doit pas être confondu avec Rastellum.
Genre
Rastellus est un genre d'araignées aranéomorphes de la famille des Gnaphosidae.

## Distribution
Les espèces de ce genre se rencontrent en Afrique australe.

## Liste des espèces
Selon World Spider Catalog (version 23.0, 28/01/2022) :
- Rastellus africanus Platnick & Griffin, 1990
- Rastellus deserticola Haddad, 2003
- Rastellus florisbad Platnick & Griffin, 1990
- Rastellus kariba Platnick & Griffin, 1990
- Rastellus narubis Platnick & Griffin, 1990
- Rastellus sabulosus Platnick & Griffin, 1990
- Rastellus struthio Platnick & Griffin, 1990

## Systématique et taxinomie
Ce genre a été décrit par Platnick et Griffin en 1990 dans les Ammoxenidae. Il est placé dans les Gnaphosidae par Azevedo, Bougie, Carboni, Hedin et Ramírez en 2022.

## Publication originale
- Platnick & Griffin, 1990 : « On Rastellus, a new genus of the spider family Ammoxenidae (Araneae, Gnaphosoidea). » American Museum Novitates, no 2995, p. 1-11 (texte intégral).